# Такелажні роботи (морський термін)

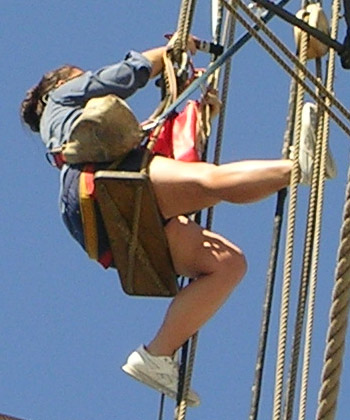
Тирування тросів стоячого такелажу

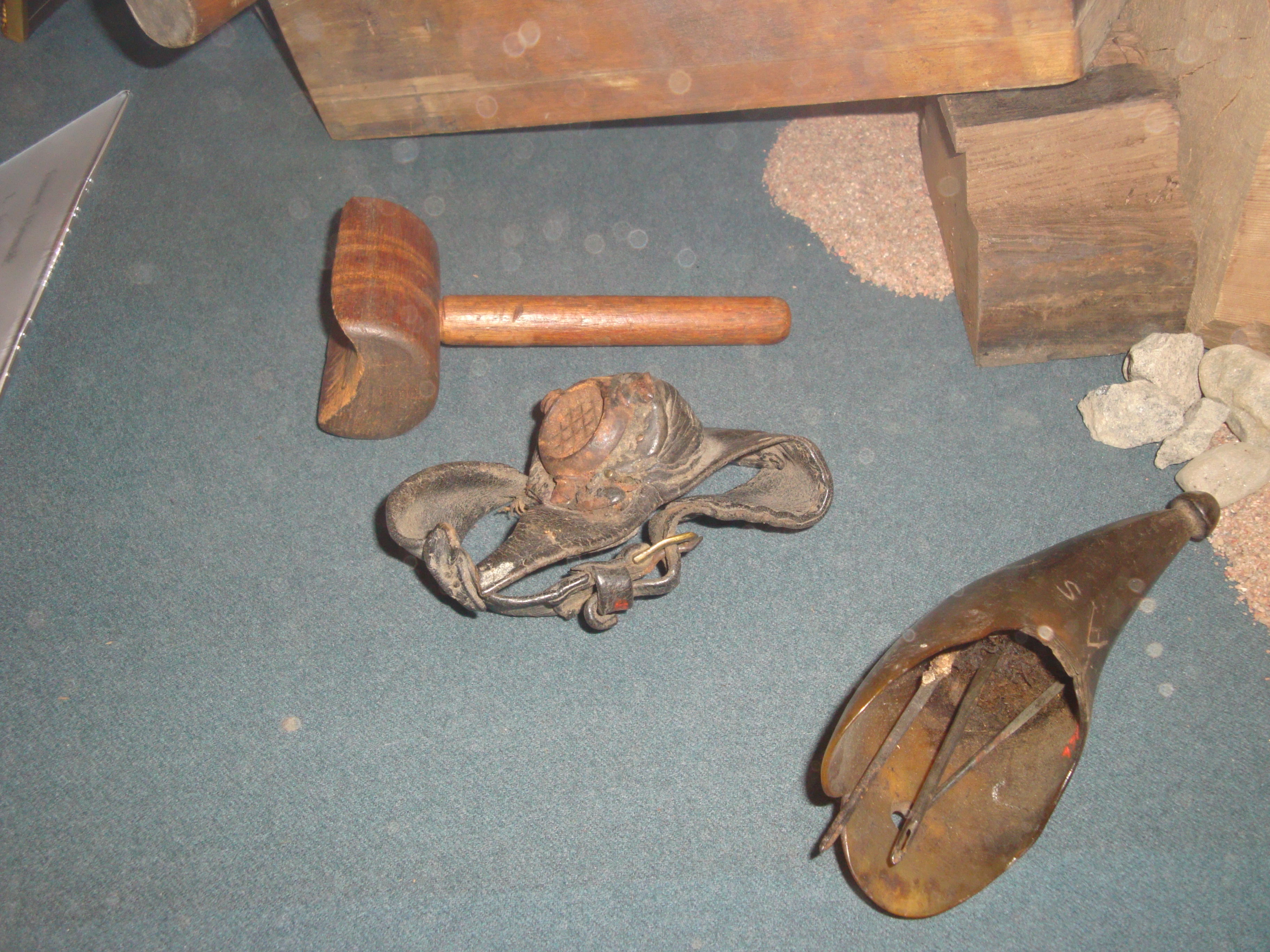
Такелажний інструмент: півмушкель, гардаман, голки.

Такелажні роботи — роботи, пов'язані з виготовленням, ремонтом, випробуванням і установленням такелажу на споруджуваних і ремонтованих суднах, а також оснащенням їх шкіперським постачанням.
Такелажні роботи включають виготовлення огонів і сплесенів, в'язання вузлів, постановку бензелів і мусингів, тренцювання і клетнювання тросів, плетіння мат і м'яких кранців, виготовлення вантажних сіток і стропів, виготовлення різних предметів з парусини. Виконуються за допомогою такелажного інструменту — швайок, драйків, мушкелів (киянок), півмушкелів, лопаток, гардаманів, зубил.
Основний обсяг такелажних робіт проводиться на суднобудівних і судноремонтних заводах в період монтажу суднових пристроїв (вантажних, якірних, стернового, шлюпкових, швартовних, буксирувальних, леєрного, тентового, сигнальних). У суднових умовах виконують дрібний ремонт і переоснащення такелажу.
У морській практиці такелажними роботами також називаються роботи з підйому і переміщення важких вантажів вантажопідйомними машинами і пристосуваннями на суднобудівних заводах і в портах. З підйомних пристосувань і механізмів для підйому відносно легких вантажів найбільш поширені лебідки, шпилі, талі, гордені, гіні, вантажні стріли, а також різні вантажозахоплювальні пристрої і пристосування.

## Такелажний інструмент
- Берда — чотирикутна рама з поперечними мотузяними або дерев'яними перемичками для плетення мат.
- Витушка — пристрій для виготовлення шкімушгару звиванням.
- Гардаман — шкіряна або парусинова смуга (рукавичка) без пальців з круглою металевою платівкою, що заміняє наперсток.
- Драйок — невеликий циліндричний шматок дерева з загостреними кінцями, що вживається як важіль при видраюванні кінців.
- Голки — використовуються при робленні огонів, марок.
- Киянка — чотирикутний дерев'яний молоток для роботи з дротяними тросами.
- Лопатка — дерев'яна лопаточка з отвором, застосовується для накладення марок, бензелів і клетнювання.
- Марочниця — інструмент у вигляді звуженого до кінців шматка дерева для накладення бензелів і марок.
- Машинка для зламу — невеликі лещата для зведення кінців дротяних тросів.
- Мушкель — кругла киянка для робіт з рослинними тросами.
- Півмушкель — кругла киянка з жолобом у верхній частині бойка, застосовується при клетнюванні.
- Такелажні лещата — застосовуються при виготовленні огонів з коушами, сплеснювання тросів.
- Трепало — дошка до 2 м завдовжки із загостреною крайкою, застосовується для плетення мат.
- Швайка — загострений конусоподібний стрижень з дерева або металу.